# Paolo Casoli
Paolo Casoli (Castelnovo Monti, 18 de agosto de 1965) es un piloto de motociclismo italiano. Su mejor año en el Mundial fue en la temporada 1987, donde ganó el Gran Premio de Portugal de 125cc y acabó en tercer lugar en la clasificación general. Desde 1994 a 1996, Casoli compitió en el Campeonato Mundial de Superbikes y en 1997 ganó la Supersport World Series, que posteriormente se convertiría en el Campeonato Mundial de Supersport. Siguió en esta competición hasta su retirada en 2002.

## Resultados

### Campeonato del Mundo de Motociclismo
Sistema de puntuación desde 1969 hasta 1987:
| Posición | 1.º | 2.º | 3.º | 4.º | 5.º | 6.º | 7.º | 8.º | 9.º | 10.º |
| Puntos   | 15  | 12  | 10  | 8   | 6   | 5   | 4   | 3   | 2   | 1    |

Sistema de puntuación desde 1988 hasta 1991:
| Posición | 1.º | 2.º | 3.º | 4.º | 5.º | 6.º | 7.º | 8.º | 9.º | 10.º | 11.º | 12.º | 13.º | 14.º | 15.º |
| Puntos   | 20  | 17  | 15  | 13  | 11  | 10  | 9   | 8   | 7   | 6    | 5    | 4    | 3    | 2    | 1    |

Sistema de puntuación en 1992:
| Posición | 1.º | 2.º | 3.º | 4.º | 5.º | 6.º | 7.º | 8.º | 9.º | 10.º |
| Puntos   | 20  | 15  | 12  | 10  | 8   | 6   | 4   | 3   | 2   | 1    |

Sistema de puntuación de 1993 hasta 2022:
| Posición | 1.º | 2.º | 3.º | 4.º | 5.º | 6.º | 7.º | 8.º | 9.º | 10.º | 11.º | 12.º | 13.º | 14.º | 15.º |
| Puntos   | 25  | 20  | 16  | 13  | 11  | 10  | 9   | 8   | 7   | 6    | 5    | 4    | 3    | 2    | 1    |

### Carreras por año
(Carreras en Negrita indica pole position, Carreras en cursiva indica vuelta rápida)
| Año  | Clase | Moto     | 1       | 2       | 3       | 4       | 5       | 6      | 7       | 8       | 9       | 10      | 11      | 12      | 13      | 14     | 15      | Pts. | Pos. |
| ---- | ----- | -------- | ------- | ------- | ------- | ------- | ------- | ------ | ------- | ------- | ------- | ------- | ------- | ------- | ------- | ------ | ------- | ---- | ---- |
| 1984 | 125cc | MBA      | NAC Ret | ESP -   | ALE -   | FRA -   | NED -   | GBR -  | SUE -   | RSM -   |         |         |         |         |         |        |         | 0    | -    |
| 1986 | 125cc | MBA      | ESP Ret | NAC Ret | ALE 8   | AUT 11  |         | NED 7  | BEL 8   | FRA Ret | GBR Ret | SUE Ret | RSM Ret | BWU 7   |         |        |         | 14   | 14.º |
| 1987 | 125cc | Moto AGV |         | ESP 3   | ALE DNS | NAC -   | AUT 3   |        | NED 3   | FRA 5   | GBR -   | SUE Ret | CHE -   | RSM 3   | POR 1   |        |         | 61   | 3.º  |
| 1988 | 250cc | Garelli  | JAP DNS | USA Ret | ESP Ret | EXP Ret | NAC 17  | ALE 14 | AUT DNQ | NED DNS | BEL 15  | YUG Ret | FRA Ret | GBR Ret | SUE 17  | CHE 26 | BRA -   | 3    | 44.º |
| 1989 | 250cc | Honda    | JAP 17  | AUS Ret | USA DNQ | ESP Ret | NAC -   | ALE -  | AUT -   | YUG -   | NED -   | BEL DNQ | FRA 19  | GBR Ret | SUE Ret | CHE 12 | BRA Ret | 4    | 36.º |
| 1990 | 250cc | Yamaha   | JAP -   | USA -   | ESP 14  | NAC 14  | ALE Ret | AUT 13 | YUG 19  | NED 18  | BEL 8   | FRA 10  | GBR 14  | SUE Ret | CHE 12  | HUN 11 | AUS -   | 31   | 17.º |
| 1991 | 250cc | Yamaha   | JAP 26  | AUS 9   | USA Ret | ESP Ret | ITA 10  | ALE 11 | AUT 11  | EUR 10  | NED 8   | FRA 11  | GBR 7   | RSM Ret | CHE 8   | LMA 10 | MAL Ret | 65   | 10.º |
| 1992 | 250cc | Yamaha   | JAP Ret | AUS 10  | MAL 10  | ESP 15  | ITA Ret | EUR 10 | ALE Ret | NED Ret | HUN Ret | FRA 13  | GBR 15  | BRA Ret | RSA Ret |        |         | 3    | 21.º |
| 1993 | 250cc | Gilera   | AUS 16  | MAL DNS | JAP Ret | ESP Ret | AUT Ret | ALE 19 | NED Ret | EUR -   | RSM -   | GBR 13  | CZE -   | ITA 12  | USA -   | FIM -  |         | 7    | 26.º |

### Campeonato Mundial de Superbikes

#### Carreras por año
| Año     | Moto   | 1       | 1      | 2       | 2      | 3      | 3      | 4       | 4       | 5       | 5      | 6      | 6      | 7       | 7      | 8      | 8       | 9       | 9       | 10      | 10     | 11      | 11      | 12    | 12    | Pts. | Pos. |
| Año     | Moto   | R1      | R2     | R1      | R2     | R1     | R2     | R1      | R2      | R1      | R2     | R1     | R2     | R1      | R2     | R1     | R2      | R1      | R2      | R1      | R2     | R1      | R2      | R1    | R2    | Pts. | Pos. |
| ------- | ------ | ------- | ------ | ------- | ------ | ------ | ------ | ------- | ------- | ------- | ------ | ------ | ------ | ------- | ------ | ------ | ------- | ------- | ------- | ------- | ------ | ------- | ------- | ----- | ----- | ---- | ---- |
| 1994    | Yamaha | GBR -   | GBR -  | ALE -   | ALE -  | RSM -  | RSM -  | ESP DNS | ESP DNS | AUT Ret | AUT 7  | IDN -  | IDN -  | JAP -   | JAP -  | NED 2  | NED 4   | ITA 7   | ITA Ret | GBR 3   | GBR 4  | AUS DNS | AUS DNS |       |       | 76   | 13.º |
| 1995    | Yamaha | GER Ret | GER 15 | SMR Ret | SMR 19 | GBR 15 | GBR 13 | ITA Ret | ITA 13  | SPA 13  | SPA 9  | AUT 12 | AUT 10 | USA Ret | USA 15 | EUR 12 | EUR 13  | JPN -   | JPN -   | NED 8   | NED 10 | INA -   | INA -   | AUS - | AUS - | 7    | 26.º |
| 1996    | Ducati | SMR Ret | SMR 13 | GBR 11  | GBR 9  | GER 7  | GER 6  | ITA Ret | ITA Ret | CZE Ret | CZE 14 | USA 11 | USA 11 | EUR Ret | EUR 7  | INA 8  | INA Ret | JPN Ret | JPN Ret | NED Ret | NED 11 | SPA 14  | SPA Ret | AUS - | AUS - | 70   | 14.º |
| Fuente: |        |         |        |         |        |        |        |         |         |         |        |        |        |         |        |        |         |         |         |         |        |         |         |       |       |      |      |

### Campeonato Mundial de Supersport

#### Carreras por año
| Año  | Moto   | 1       | 2       | 3       | 4       | 5       | 6       | 7       | 8      | 9     | 10      | 11      | 12      | Pts. | Pos. |
| ---- | ------ | ------- | ------- | ------- | ------- | ------- | ------- | ------- | ------ | ----- | ------- | ------- | ------- | ---- | ---- |
| 1997 | Ducati | SMR Ret | GBR 1   | GER 2   | ITA Ret | EUR 2   | AUT Ret | NED 2   | GER 1  | SPA 6 | JPN 1   | INA Ret |         | 145  | 1.º  |
| 1998 | Ducati | GBR 1   | ITA 6   | SPA 8   | GER Ret | SMR Ret | RSA 4   | USA 1   | EUR 15 | AUT 6 | NED Ret |         |         | 92   | 4.º  |
| 1999 | Ducati | RSA 7   | GBR Ret | SPA Ret | ITA Ret | GER Ret | SMR 2   | USA 3   | EUR -  | AUT - | NED -   | GER DNQ |         | 45   | 14.º |
| 2000 | Ducati | AUS 2   | JPN Ret | GBR 8   | ITA 1   | GER 5   | SMR 2   | SPA Ret | EUR 1  | NED 4 | GER Ret | GBR 5   |         | 133  | 2.º  |
| 2001 | Yamaha | SPA 12  | AUS 7   | JPN 1   | ITA 2   | GBR 1   | GER 15  | SMR 3   | EUR 7  | GER 4 | NED 1   | ITA Ret |         | 147  | 2.º  |
| 2002 | Yamaha | SPA 8   | AUS Ret | RSA 7   | JPN 4   | ITA 6   | GBR 2   | GER DSQ | SMR 5  | GBR 3 | GER 1   | NED 3   | ITA Ret | 128  | 4.º  |